# Tschechische Fußballnationalmannschaft (U-16-Junioren)
Die tschechische U-16-Fußballnationalmannschaft ist eine Auswahlmannschaft tschechischer Fußballspieler. Sie unterliegt der Fotbalová asociace České republiky und repräsentiert sie international auf U-16-Ebene, etwa in Freundschaftsspielen gegen die Auswahlmannschaften anderer nationaler Verbände. Spielberechtigt sind Spieler, die ihr 16. Lebensjahr noch nicht vollendet haben und die tschechische Staatsbürgerschaft besitzen, bei Einladungsturnieren kann hiervon gegebenenfalls abgewichen werden. 

## Hintergrund und Geschichte
Derzeit wird in der U-16-Altersklasse kein offizielles Turnier mehr seitens der FIFA organisiert. Seit einer Pilotphase 2012 werden seitens der UEFA sog. „Entwicklungsturniere“ veranstaltet, die jedoch nicht den Charakter einer europaweiten Meisterschaft haben. Vielmehr steht hier die Sichtung von Nachwuchstalenten und der Austausch mit anderen Verbänden im Vordergrund. 
Bis zum Auseinanderbrechen der Tschechoslowakei am 1. Januar 1993 gab es keine eigenständige Juniorenauswahl, 1993 erfolgte die Wiederaufnahme in die FIFA und UEFA als eigenständiger Verband. In der Folge wurde die U-16-Auswahlmannschaft aufgebaut, für die Altersklasse gab es jedoch seit 1989 keinen FIFA-Wettbewerb mehr, da seinerzeit die U-16-Weltmeisterschaft in eine U-17-Weltmeisterschaft überführt worden war. Bis zur analogen Anhebung für die entsprechende Europameisterschaft im Jahr 2001 trat die U-16-Nationalelf ab 1993 in der Qualifikation an und erreichte vier Mal eine Endrunde, seither bestreitet die tschechische U-17-Nationalmannschaft die entsprechenden Kontinentalturniere. Größter Erfolg war das Erreichen des Endspiels bei der EM-Endrunde 2000, als die Mannschaft erst nach Golden Goal von Ricardo Quaresma mit einer 1:2-Niederlage gegen Portugal den Titel verpasste.

## Teilnahme an U-16-Europameisterschaften
(ab 2003 U-17-Europameisterschaft)
| 1994 | Gruppenphase       |
| 1995 | Viertelfinale      |
| 1996 | nicht qualifiziert |
| 1997 | nicht qualifiziert |
| 1998 | nicht qualifiziert |
| 1999 | 4. Platz           |
| 2000 | 2. Platz           |
| 2001 | nicht qualifiziert |